# Agugliano
Agugliano is een gemeente in de Italiaanse provincie Ancona (regio Marche) en telt 4348 inwoners (31-12-2004). De oppervlakte bedraagt 21 km², de bevolkingsdichtheid is 207 inwoners per km².

## Geografie
De gemeente ligt op ongeveer 203 m boven zeeniveau.
Agugliano grenst aan de volgende gemeenten: Ancona, Camerata Picena, Jesi, Polverigi.